# 구시가타정
구시가타정(櫛形町)은 야마나시현 나카코마군에 존재했던 정이다.

## 지리
야마나시현의 중서부, 나카코마군의 중앙부에 위치.동서로 약간 긴 정역으로 서부는 산록 지대, 동부는 고후 분지 서쪽 끝에 위치하고 있다.

## 역사
- 1954년 4월 1일 - 오가사와라정, 사카키촌, 노노세촌이 합병해 성립하였다.
- 1960년 4월 1일- 유타카촌을 편입하였다.
- 2003년 4월 1일 - 나카코마군 핫타촌, 시라네정, 아시야스촌, 와카쿠사정, 고사이정과 합병해 미나미알프스시가 성립하여. 동일 구시가타정은 폐지되었다.

## 교통

### 도로
- 주부 횡단 자동차도
- 신야마나시 자동차도

## 참고문헌
- 『市町村名変遷辞典』東京堂出版、1990年。